# Темников, Андрей Анатольевич
Андрей Анатольевич Те́мников (публиковался также под псевдонимами Алексей Сутуров, Евгений Григорьев, Гарик Сабашин) (16 мая 1957, Куйбышев, РСФСР, СССР — 27 июня 2006, Самара, Россия) — русский писатель, поэт, переводчик и художник.

## Биография
Андрей Темников родился 16 мая 1957 года в городе Куйбышеве.
Отец — Анатолий Владимирович Темников, профессор, заведующий кафедрой «Теоретические основы теплотехники» Куйбышевского Политехнического института. Мать — Евгения Андреевна Григорьева, врач, заведующая городской лабораторией санитарной эпидемиологической станции. Кроме Андрея в семье была ещё младшая дочь Наталья.
Дед по отцовской линии Владимир Дылдин занимался научной работой в Перми, был расстрелян в 1930-е годы и реабилитирован в 1990-е. Дед по материнской линии Андрей Григорьев до революции женился на гувернантке, уроженке городка Бом-ле-Дам, на востоке Франции) Жанне Орсель. Во время Второй мировой войны семья Анатолия Темникова была эвакуирована в Куйбышев, здесь он женился на Евгении Григорьевой. Григорьевой врачи запретили иметь детей в связи с перенесённым туберкулёзом, однако она родила двоих детей. Когда родился Андрей, семья Темниковых жила в историческом центре Самары, на улице Водников, но вскоре переехала.
В детстве Андрей увлекался лепкой из пластилина и судоходством, знал историю флота и конструировал модели кораблей. Увлечение литературой привело его в 1972 году в филологическую школу при Доме пионеров, которой руководил Василий Павлович Финкельштейн. Темников уже тогда писал стихи, и часто выдавал их за переводы с французского языка. Французский язык знал с детства, так как на нём говорили обе его бабушки — Жанна Августовна Орсель-Григорьева и Александра Ивановна Темникова.
В 1974 году, окончив среднюю школу, Темников поступил в Куйбышевский Медицинский институт, в 1978 году он его бросил. В Московский литературный институт на заочное отделение поступил в 1985 году.
Дипломная работа, состоящая из цикла рассказов «Тень, которой я боюсь», «Нищий в саду», «Птички-бабочки», из-за своего своеобразия рецензировалась в институте мировой восточной литературы. Тогда было принято решение издать в Москве его работу книгой. Но этому проекту не суждено было сбыться из-за наступившего кризиса 1990-х (отсутствие денег и бумаги). Получил диплом Московского литературного института только в 1991 году, потому что из-за продажи отцом дачи на Студёном овраге в 1988 году был вынужден уйти в академический отпуск.
В 1990 году Андрей Темников женился на Елене Болотиной (актриса, режиссёр и театральный педагог). В 1991 году у них родился сын Владимир.

### Литературная карьера
В июне 1990 года Андрей Темников посетил Иркутск, куда его пригласили как члена жюри на конкурс молодых поэтов. В мае 2006 года состоялась поездка в Польшу — в Скерневицах проходил международный фестиваль непрофессиональных театров. Андрей Анатольевич Темников был художественным руководителем студенческого театра СамГАПСа.
В 1989 году Темников был приглашен в Центр «Молодые таланты» (при только что открытой школе № 148), куда один за другим пришли поэты Сергей Щелоков, Анна Скорнякова, Виталий Галеев, Леонид Немцев. В 1991 году Центр запланировал поездку поэтов в Москву для встречи с поэтической группой «Кипарисовый ларец». В качестве адекватной альтернативы этому названию было выбрано другой произведение русского модернизма, роман Федора Сологуба «Мелкий бес», и был выпущен один номер журнала «Недотыкомка». Группа «Мелкий бес» публиковалась в газете «Культура» и провела несколько творческих вечеров в 1991—1993 годах.
С 1992 по 2002 год Андрей Темников преподавал литературное творчество в гимназии сестёр Харитоновых.
С 1998 года Темников вместе с Леонидом Немцевым и Сергеем Рутиновым издавал журнал «Белый человек», где выступил не только как поэт и прозаик, но и как автор комиксов, к которым у него появился особый интерес под влиянием переведенного на русский язык сборника шведского журнала Galago. Шесть из одиннадцати номеров «БЧ» вышли при жизни Темникова, однако и в последующих изданиях печатались его рассказы, стихи и эссе.
Темников писал статьи для газеты «Культура», участвовал вместе с Игорем Гольдиным и Сергеем Рутиновым в изданиях для детей. Для постановок Гольдина Темников писал сценарии и инсценировки. В 1993 году сыграл роль художника в телеспектакле Гольдина «Река на асфальте». В 1996 году по самарскому телевидению был показан фильм по стихотворениям Андрея Темникова «Студёный овраг», в котором писатель читает свои стихи (автор сценария Игорь Гольдин, режиссёр Светлана Колосова, фильм утрачен).
В 2000 году Николаем Сусловым и Сергеем Рутиновым был осуществлен проект «Пьяная скоропись», где стихи Темникова читает автор, а также Игорь Гольдин, Леонид Немцев, Вова Темников (сын автора), Елена Болотина.
В мае 2006 издательством «Лимбус» была выпущена книга «Зверинец верхнего мира», ставшая номинантом премий Нацбест и Большая книга. Через два месяца, 27 июля 2006 года Андрей Темников умер от инсульта на пятидесятом году жизни. Похоронен на Сорокинском кладбище, рядом со Студёным оврагом.